# Emmelie Prophète
Emmelie Prophète (født 5. juni 1971) er en haitiansk forfatter.

## Forfatterskab
- Des marges à remplir, poetrysi (2000)
- Sur parure d’ombre, poesi (2004)
- Le Testament des solitudes, novelle (2007), modtog Prix littéraire des Caraïbes som uddeles af Association des écrivains de langue française
- Le reste du temps, novelle (2010)
- Impasse Dignité, novelle (2012)
- Le désir est un visiteur silencieux, novelle (2014)
- Le bout du monde est une fenêtre, novelle (2015)

1. ↑  Navnet er anført på fransk og stammer fra Wikidata hvor navnet endnu ikke findes på dansk.